# Британски гренадири
Британски гренадири (енгл. The British Grenadiers) је традиционални марш јединица британске и канадске војске чије идентификационе ознаке приказују гранате. Мелодија песме потиче из 17. века. Песма је пуковски брзи марш Краљевске артиљерије (од 1716), Корпуса краљевских инжењераца (од 1787), Почасне артиљеријске чете (од 1716), гренадирске гарде Првог (касније гренадирског) пука пешадијске гарде (од 1763) и Краљевског пука физилира (од 1763). Она је такође одобрени марш Краљевског гибралтарског пука, Краљевског пука канадске артиљерије, Канадске гренадирске гарде, Краљевског пука Канаде, Физилире принцезе Лујзе и Петог канадског коњичког стрељачког батаљона. Стандарна оркестрација за војне бендове је одобрена 1762, када је Краљевски артиљеријски бенд (основан 1557) постао званично признат, а за све остале гренадирске пукове 1763, када су преостали незванични бендови добили званични статус.

## Историја
Верује се да ова песме потиче од песме по имену "The New Bath" нађене у књигама плесова Џона Плејфорда из 17. века. Међутим, такође је наговештено да је она изведена из холандског марша Марш младог принца од Фризије, где се мисли на принца Јохана Виљема Фрисоа, пошто су прве ноте ове песме сличне. Марш је донесен у Британију током владавине низоземског штатхалтера и енглеско-шкотског краља Вилијама III Оранског. Она се данас у Холандији свира у посебним прилика, као музичка почаст Министарству одбране и као замена за химну Виљем од Насауа у одсуству монарха.
Прва позната повезаност мелодије са гренадирима потиче из 1706. као 'The Granadeer's March', а прва штампана верзија са стиховима потиче из око 1750. Она је била песма током 18. и 19. века и остала је популана до данашњих дана. Тврди се да је неколико војника из 1. британске падобранске дивизије током операције Маркет Гарден свирало ову песму на флаути и шлемовима уместо бубњева.
Песма се свира једном годишње на свечаности Поздрав бојама у Лондону. Осим тога, првих осам тактова се свира током ове свечаности када Пратња застава умаршира на на Гардијски коњички мањеж.
Неке бивше британске јединице су такође имале ову песму за свој марш, као на пример Краљевски даблински физилири (пре расформирања 1922).

## Стихови
Следећи текст је најпознатија верзија песме. Текст може потицати из времена Рата за шпанско наслеђе (1702–1713), пошто спомиње како гренадири бацају гранате (пракса која се показала превише опасном и убрзо је напуштена) и људе који носе капе и торбе (тј. високе гренадирске капе, које су носиле ове елитне трупе, и велике торбе у којима су ношене гранате) и чипкасту одећу - капуте са широким унакрсним тракама „чипки“ преко груди која је одликовала прве гренадире.
| Some talk of Alexander, and some of Hercules Of Hector and Lysander, and such great names as these. But of all the world's great heroes, there's none that can compare. With a tow, row, row, row, row, row, to the British Grenadiers. Those heroes of antiquity ne'er saw a cannon ball, Or knew the force of powder to slay their foes withal. But our brave boys do know it, and banish all their fears, Sing tow, row, row, row, row, row, for the British Grenadiers. Whene'er we are commanded to storm the palisades, Our leaders march with fusees, and we with hand grenades. We throw them from the glacis, about the enemies' ears*. Sing tow, row, row, row, row, row, the British Grenadiers. And when the siege is over, we to the town repair. The townsmen cry, "Hurrah, boys, here comes a Grenadier! Here come the Grenadiers, my boys, who know no doubts or fears! Then sing tow, row, row, row, row, row, the British Grenadiers. Then let us fill a bumper, and drink a health to those Who carry caps and pouches, and wear the loupèd clothes. May they and their commanders live happy all their years. With a tow, row, row, row, row, row, for the British Grenadiers." - некада се певало "about the Frenchmen's ears" | Неки причају о Александру, а неки о Херкулу, о Хектору и Лисандру, и таквим великим именима као ова. Али од свих великих хероја на свету, нема никог ко се може поредити са дум, дум, дум, дум, дум, дум, британским гренадирима. Ти хероји антике нису никада видели топовско ђуле, или знали за снагу барута да убија њихове непријатеље. Али наши храбри момци знају, и потискују своје страхове, Певај дум, дум, дум, дум, дум, дум за британске гренадире. Увек када нам је заповеђено да јуришамо на палисаде, наши команданти марширају са кубурама, а ми са ручним гранатама. Бацамо их са гласија, изнад ушију непријатеља*. Певај дум, дум, дум, дум, дум, дум за британске гренадире. А када је опсада завршена, прионемо на оправку града. Становници града узвикују, „Ура, момци, ево иде гренадир! Ево иду гренадири, момци, који не знају за сумње или страхове!" Певај онда дум, дум, дум, дум, дум, дум за британске гренадире. Онда напунимо чаше и пијмо за здравље оних који носе капе и торбе и облаче тракасту одећу. Нека они и њихови команданти проживе срећно своје животе. Са дум, дум, дум, дум, дум, дум за британске гренадире. - некада се певало „изнад ушију Француза“ |